# 村 (美国)

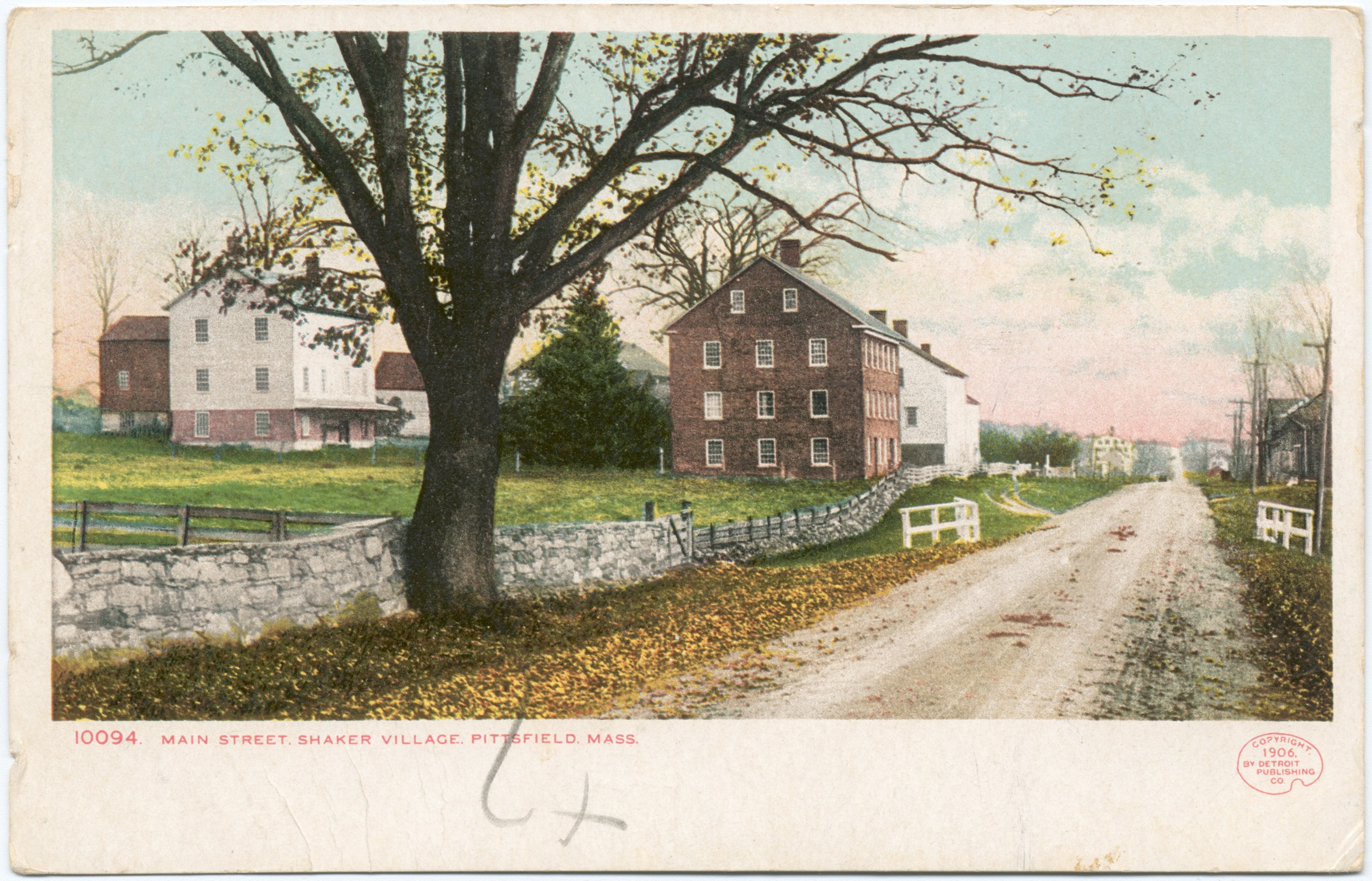
马萨诸塞州沙克村的主街

在美国，“村”或“村庄”（英語：Village）的含义因地理区域和司法管辖权而有所不同。在许多地区，“村”是地方政府正式抑或非正式的一级行政区划。由于美国宪法第十修正案禁止联邦政府对地方政府进行立法，因此各州可以自由选择是否拥有称为“村”的行政建制，并可以通过多种方式对其进行政治定义。“村”通常是一种基层政权，但也可以是特殊地区或非建制地区。“村”可能也可能不会被认为是政府。
在非正式用法中，美国村庄可能只是相对较小且没有正式法律存在的集群式居住区。在新英格兰殖民地，村庄通常分布在镇中心的教堂周围。现今仍有许多殖民地定居点作为镇中心存在着。随着工业革命的到来，工业化的村庄也在水磨、矿山和工厂周围兴起。由于大多数新英格兰的村庄都在依法建立的城镇范围内，因此很多这样的村庄从未单独合并组成市镇。
与纽约州的乡村居民点类似的相对较小的非建制地区，或是成建制的城市和镇内的相对较小的社区，都可以称为村。甚至在一些以村作为建制市镇的州中也存在这种非正式用法，比如在具有镇政府的州中使用“非建制镇”（英語：unincorporated town）一词。
正式承认村的州，也同样在其定义上存在很大差异。最常见的差异包括，村属于特殊地区还是自治市镇。作为自治市镇，一个村可以：
1. 在人口方面与城市或镇有所不同；
2. 对镇区的依赖性与城市不同；抑或是
3. 实际相当于一个城市或镇。

## 按州分类

### 阿拉斯加州
根据阿拉斯加州宪法第10条第2节，以及根据该宪法制定的法律，阿拉斯加州在法律上仅承认城市和自治市镇为其市镇级实体。在阿拉斯加，“村庄”是一个非正式用语，通常用于指代位于该州农村地区的小型社区。这些小型社区大多不与北美公路系统相连。其中许多社区居民主要为阿拉斯加原住民，并根据印第安人重组法案和阿拉斯加原住民索赔解决法案被联邦承认为村庄。由于阿拉斯加市镇联盟的投票成员身份平等，无论人口多少，大多数村庄都被列为二级城市。但通常这些社区又被视为村庄而不是城市。

### 康涅狄格州
村庄地区是市镇政府的下属机构，而不是市镇政府本身。

### 特拉华州
特拉华州的市镇政府是城市、镇和村。这三者间不存在人口数量上的差异。

### 佛罗里达州
佛罗里达州的市镇政府是城市、镇和村。三者间未定义基于人口上的区别。

### 爱达荷州
爱达荷州的市镇政府只有城市，但镇和村有时也会作为非正式用语在此州使用。

### 伊利诺伊州
村在伊利诺伊州是建制政府中的一类。其他两类分别是城市和建制镇。各类建制政府之间彼此独立，且不存在下辖关系。可以根据一般的州法律或根据特定的州章程进行公投建立村庄。村行政机构由六个受托人组成的委员会和一名村长组成，通常所有成员均由全区选举产生。

### 路易斯安那州
路易斯安那州的村是人口小于等于1000的市镇政府。

### 缅因州
在缅因州，村庄团体或村庄改善团体是在镇中因限定目的而设立的特殊地区。

### 马里兰州
在马里兰州，名为“ 某某村庄”的地区可能是建制镇或特殊税区。后者的一个例子是友谊高地村。两者区别主要体现在法律以及村庄可能行使的警察权力水平有关。

### 密歇根州
在密歇根州，村庄与城市的不同之处在于，村庄仍是其所在镇区的一部分，而城市则不属于任何镇区。因此，村自治权相较城市更低，且村政府需要与镇区居民共同承担部分责任。

### 明尼苏达州
截止1974年1月1日前在明尼苏达州成立的村是法定城市，在此之后成立的则为章程城市。城市可以独立存在，也可以存在于市镇区域内。

### 密西西比州
密西西比州的村是人口在100到299人的市镇，且现在不可以再成立。

### 密苏里州
密苏里州的市镇是城市、镇和村。不同与城市的是，村没有最低人口要求。

### 内布拉斯加州
在内布拉斯加州，村是人口在100到800的市镇，而城市人口至少要在800人以上。在有镇区的县，所有的村和其中一些城市，在镇区范围之内。居民数在800至5,000的第二级城市可以选择恢复村的建制。

### 新罕布什尔州
在新罕布什尔州，村庄地区或辖区可以设立在城镇内。这种村是只具有有限权力的特殊地区。

### 新泽西州
在新泽西州，村庄是指五种类型和十一种形式之一的市镇政府。新泽西州的村庄享有与其他市镇相同的地位，例如城市、镇、自治市镇和镇区。

### 新墨西哥州
新墨西哥州的市镇是城市、镇和村。这三者间不存在人口数量上的分类差异。

### 纽约州
在纽约州，村庄是与城市不同的建制区域，因为一个村庄在一个或多个镇的管辖范围内，而城市则独立于镇。因此，村庄的自治权少于城市。
大多数情况下，村庄属于一个镇。村庄可以与镇相连，并可以与镇政府合并。村庄是一个有着明确定义的地方政府，提供最接近居民的服务，例如垃圾收集、街道和公路维护、街道照明和建筑法规。一些村庄提供自己的警察和其他可选服务。村庄未提供的市政服务由包含村庄的一个或多个镇提供。截至2000年的普查，纽约共有553个村庄。
纽约州村庄的人口没有限制。汉普斯特德拥有55,000名居民，是该州最大的村庄，人口甚至多于该州的一些城市。但是，该州的村庄面积不得超过5平方英里（13平方）。现行法律要求至少有500名居民才能成立一个村庄。

### 北卡罗来纳州
北卡罗来纳州的市镇政府为城市、镇和村，且不存在显著的法律权力或地位上的差异。

### 俄亥俄州
在俄亥俄州，村是拥有大于等于1600人小于等于5000人，但其中不包括辖区内惩教设施人员在内的建制政府，但该州仍存在一些人口低于1600人的极小村庄。 如果现有村的人口在联邦人口普查中超过5000人，或者村的登记选民超过5000人，则自动将其视为城市。城市或村都可以设在镇区内，但如果镇区完全被城市或村包围，此镇区则被该城市或村合并，称作纸镇区，且不再被视为独立政府。

### 俄克拉荷马州
在俄克拉荷马州，非建制地区被称作村，且不被算作政府。

### 俄勒冈州
在俄勒冈州，市镇政府包括城市、镇和村。它们的法律权力或地位没有区别。此外，克拉克默斯县允许非建制地区的组织设立在村中。这些组织实体是县的咨询机构。

### 德克萨斯州
在德克萨斯州，村可以是B型或C型市镇，而不能是A型。这些类型在人口和可能采用的政府形式方面有所不同。

### 佛蒙特州
在佛蒙特州，村被定义为位于合法建立的城镇边界内的社区。不同于城市的是，城市不在任何镇的区域之内。村可以是成建制的，也可以是非建制的。

### 威斯康辛州
在威斯康辛州，城市和村都在任何镇区之外，并且在人口和人口密度上各不相同。

### 西弗吉尼亚州
在西弗吉尼亚州，镇和村是四类市镇，即人口少于或等于2,000人。